# Duchi di Guascogna

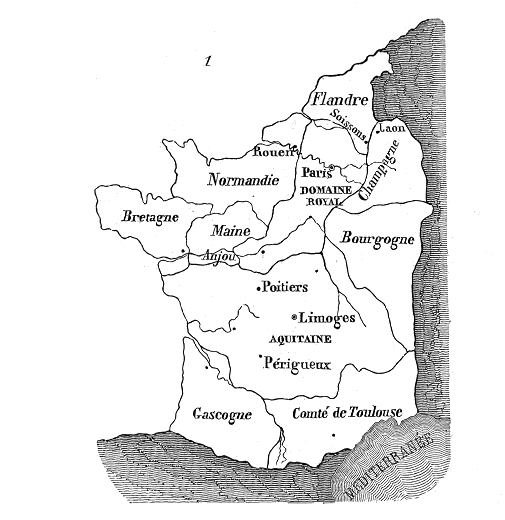
Carta della Francia del X secolo

La Guascogna faceva parte del regno Visigoto con capitale Tolosa, che dopo la battaglia di Vouillé, del 507, fu conquistato dai Merovingi e fece parte del regno d'Aquitania, che veniva aggregato sia al regno di Neustria sia a quello d'Austrasia. 
L'Aquitania veniva governata da duchi in nome dei re dei Franchi, sia d'Austrasia sia di Neustria. Ma alla fine del VII secolo, la Guascogna cominciò a essere considerato un ducato autonomo, dapprima unito all'Aquitania e poi indipendente.

## Elenco dei duchi d'Aquitania
- 670-710 Lupo I Fu il primo duca di Guascogna, indipendente dall'Aquitania, che governava tutte le città sino ai Pirenei e sul popolo dei Vasconi[1]. Anche duca d'Aquitania.
- 710-735 Oddone il Grande del duca d'Aquitania e duca di Guascogna, Boggio[2]. Anche duca d'Aquitania.
- 735-745 Hunaldo I Figlio di Oddone. Anche duca d'Aquitania, che, deposto, dovette andare in esilio[3].
- 745-768 Waifer Figlio di Hunaldo. Anche duca d'Aquitania, che fu fatto giustiziare da Pipino il Breve[4].
- 768-775 Lupo II Figlio di Hattone, che consegnò il cugino Hunaldo II a Carlomagno[5].
- 775-775 Adelrico Figlio di Lupo II[6].
- 778-812 Sancho I Figlio di Lupo II. Secondo il poeta francese, Ermold le Noir, suo contemporaneo, Sancho fu educato alla corte del re dei Franchi, Carlomagno[7].
- 812-816 Semen Figlio di Adelrico. Nell'815, secondo la Charte d'Alaon, l'imperatore, Ludovico il Pio, lo depose, sostituendolo, per un breve periodo, con Totilo[7]
- 816-818 Garcia I Figlio di Semen, morì come il padre durante una ribellione[7].
- 818-819 Lupo III Figlio di Centulo, figlio di Adelrico. Fu deposto ed esiliato[8].
- 819-836 Aznar I Figlio di Sancho I. Fu fatto prigioniero dai Baschi, alla "seconda battaglia di Roncisvalle"[9],
- 836-855 Sancho II Figlio di Sancho I. Tra l'844 e l'846 gli fu contrapposto il duca Semen II[7], poi tra l'846 e l'848 il duca Guglielmo[10].
- 855-864 Arnoldo Secondo l'Ex historia translatione reliquarum S. Faustae era figlio del conte di Poitiers e poi d'Angoulême Emenone († 866) e di Sancha di Guascogna[7], figlia di Sancho I[11].
- 864-893 Sancho III Figlio di Maria[12], figlia del duca di Guascogna Aznar, e di Wandregiselo, conte nella marca di Spagna, che discendeva dal duca d'Aquitania e duca di Guascogna, Oddone il Grande[13]. Fu detto Menditarrat.
- 893-930 Garcia II Figlio del precedente[12]. Fu detto le Courbé[7].
- 930-961 Sancho IV Figlio del precedente[14].
- 961-961 Sancho V Figlio del precedente[14].
- 961-996 Guglielmo I Figlio di Sancho IV.
- 996-1009 Bernardo I Figlio del precedente.
- 1009-1032 Sancho VI Figlio di Guglielmo.
- 1032-1039 Oddone II Figlio Guglielmo V di Aquitania e Brisca, figlia di Guglielmo.
- 1039-1052 Bernardo II Figlio di Gerardo I d'Armagnac e Adele d'Aquitania.
- 1052-1086 Guido Goffredo Figlio di Guglielmo V di Aquitania e Agnese. Anche duca d'Aquitania.
- 1086-1127 Guglielmo II Figlio del precedente. Anche duca d'Aquitania.
- 1127-1137 Guglielmo III Figlio del precedente. Anche duca d'Aquitania.
- 1137-1204 Eleonora Figlia del precedente. Anche duchessa d'Aquitania.

Con Eleonora il ducato di Guascogna seguì la sorte del ducato d'Aquitania.

### Fonti primarie
- (LA) Rerum Gallicarum et Francicarum Scriptores, tomus tertius.
- (LA) Annales Mettenses Priores.
- (LA) Fredegario,  FREDEGARII SCHOLASTICI CHRONICUM CUM SUIS CONTINUATORIBUS, SIVE APPENDIX AD SANCTI GREGORII EPISCOPI TURONENSIS HISTORIAM FRANCORUM, su thelatinlibrary.com. URL consultato il 12 agosto 2021 (archiviato dall'url originale il 27 aprile 2021).
- (LA) Monumenta Germanica Historica, tomus primus.
- (LA) Monumenta Germaniae Historica, tomus II.
- (ES, LA) Textos navarros del códice de Roda (PDF), su unizar.es. URL consultato il 12 agosto 2021 (archiviato dall'url originale il 31 gennaio 2021).

### Letteratura storiografica
- G. L. Burr, "La rivoluzione carolingia e l'intervento franco in Italia", cap. XI, vol. II (L'espansione islamica e la nascita dell'Europa feudale) della Storia del Mondo Medievale, pp. 336-357.
- Gerhard Seeliger, "Conquiste e incoronazione a imperatore di Carlomagno", cap. XII, vol. II (L'espansione islamica e la nascita dell'Europa feudale) della Storia del Mondo Medievale, pp. 358-396.
- Gerhard Seeliger, "Legislazione e governo di Carlomagno", cap. XIV, vol. II (L'espansione islamica e la nascita dell'Europa feudale) della Storia del Mondo Medievale, pp. 422-455.
- F. J. Foakes-Jackson, "Il papato fino a Carlomagno", cap. XV, vol. II (L'espansione islamica e la nascita dell'Europa feudale) della Storia del Mondo Medievale, pp. 456-476.
- René Poupardin, Ludovico il Pio, in «Storia del mondo medievale», vol. II, 1979, pp. 558–582.
- René Poupardin, I regni carolingi (840-918), in «Storia del mondo medievale», vol. II, 1979, pp. 583–635.